# Odd Einar Haugen
Odd Einar Haugen (* 1954 in Lunde, Telemark) ist ein norwegischer Sprachwissenschaftler für altnordische Philologie und Hochschullehrer. Er ist Professor an der Universität Bergen.

## Leben
Odd Einar Haugen wurde 1978 Candidatus magisterii und 1982 Candidatus philologiæ an der Universität Bergen. Im Jahre 1992 promovierte er dort zum Doctor philosophiæ; seit 1993 ist er Professor für altnordische Philologie. Zuvor hatte er bereits von 1982 bis 1988 als wissenschaftlicher Assistent und von 1989 bis 1992 für die NAVB und UNIFOB an der Universität gearbeitet. Von 1993 bis 1998 war er Koordinator bei Fjernord. Sowohl von 2006 bis 2007 als auch von 2009 bis 2011 hatte er eine Gastprofessur an der Universität Zürich inne. Er ist Leiter des Nordischen Instituts in Bergen und Mitglied verschiedenster Kommissionen und Arbeitsgruppen. Von 1994 bis 1995 war er Redakteur der Zeitschrift Nordica Bergensia und anschließend bis 2005 von Maal og Minne. 2013 veröffentlichte er eine 208-seitige altnordische Grammatik auf Deutsch, die er 2015 in zweiter Auflage und auf Norwegisch herausbrachte. Zudem schrieb er eine Vielzahl weiterer Bücher und veröffentlichte Hunderte von wissenschaftlichen Artikeln in Zeitschriften und Büchern.

## Bücher
- Odd Einar Haugen, Einar Thomassen: Den filologiske vitenskap. 1990, ISBN 978-82-560-0724-0 (norwegisch).
- Odd Einar Haugen: Grunnbok i norrønt språk. 1998, ISBN 978-82-05-28109-7 (norwegisch).
- Odd Einar Haugen, Rune Kyrkjebø, Karl Gunnar Johansson, Matthew James Driscoll: The Menota handbook: Guidelines for the electronic encoding of Medieval Nordic primary sources. 2003 (englisch, menota.org).
- Odd Einar Haugen: Handbok i norrøn filologi. 2004, ISBN 978-82-450-1109-8 (norwegisch).
- Odd Einar Haugen, Christian Janss, Tone Modalsli: Filologi og hermeneutikk. 2007, ISBN 978-82-560-1576-4 (norwegisch).
- Odd Einar Haugen: Altnordische Philologie, Norwegen und Island. 2007, ISBN 978-3-11-018486-0.
- Odd Einar Haugen, Åslaug Ommundsen: Vår eldste bok. Skrift, miljø og biletbruk i den norske homilieboka. 2010, ISBN 978-82-7099-589-9 (norwegisch).
- Odd Einar Haugen, Bernd Øjvind Thorvaldsen, Jonas Wellendorf: Fjǫld veit hon frœða: Utvalde arbeid av Else Mundal. 2012, ISBN 978-82-7099-706-0 (norwegisch).
- Odd Einar Haugen, Johan Myking, Helge Sandøy, Kjell-Erik Steinbru: Ole-Jørgen Johannessen: Norrøne og navnefaglige studier. Festskrift til 70-årsdagen. 2012, ISBN 978-82-7099-691-9 (norwegisch).
- Odd Einar Haugen: Norröne Grammatik im Überblick. Altisländisch und Altnorwegisch. 2013, ISBN 978-3-87548-664-3 (uib.no).
- Odd Einar Haugen, Fartein Thorsen Øverland: Retningslinjer for morfologisk og syntaktisk annotasjon av gammalnorsk tekst. 2013, ISBN 978-82-998587-5-5 (norwegisch).
- Odd Einar Haugen, Fartein Thorsen Øverland: Guidelines for Morphological and Syntactic Annotation of Old Norwegian Texts. 2013, ISBN 978-82-998587-6-2 (englisch).
- Odd Einar Haugen: Norrøn grammatikk i hovuddrag. 2015, ISBN 978-82-7099-830-2 (norwegisch).